# Det brinner i knutarna
Det brinner i knutarna (franska: La Course à l'échalote) är en fransk komedifilm från 1975 i regi av Claude Zidi och i huvudrollen Pierre Richard och Jane Birkin.

## Rollista
- Pierre Richard ... Pierre Vidal
- Jane Birkin ... Janet
- Michel Aumont ... Commissaire Brunet
- Marc Dolnitz ... Marc
- Amadeus August ... Gunther
- Henri Déus ... Mike
- Luis Rego ... Frantz
- Catherine Allégret ... Nicole
- André Bézu ... André
- Jean Martin ... bankdirektören
- Claude Dauphin ... Bertrand de Rovère
- Philippe Dehesdin ... Philippe
- Paul Cambo ... VD för banken
- Jean Bouchaud ... assistent till Brunet

## Om filmen
- Filmen spelades in i Cherbourg-Octeville, Manche och i Brighton, England.
- Claude Zidi, Pierre Richard och Jane Birkin samarbetade också tillsammans i filmen Galen till tusen! släppt ett år tidigare.